# Alisei

Gli alisei, chiamati trade winds, soffiano nelle zone tropicali. (In figura sono mostrati anche i venti occidentali, chiamati westerlies, presenti a latitudini maggiori.)

Gli alisei sono venti, regolari in direzione e costanti in intensità, appartenenti alla Cella di Hadley cioè alla cella di circolazione atmosferica posta nella fascia intertropicale e che è una delle tre macrocelle di circolazione di cui si compone la circolazione atmosferica. Fanno parte della famiglia dei venti "sinottici" (venti legati alla situazione meteo di vaste aree geografiche).

## Caratteristiche
Spirano nell'emisfero boreale da nord-est verso sud-ovest e nell'emisfero australe da sud-est verso nord-ovest. Sono causati dal gradiente barico orizzontale, cioè dalla regolare alternanza delle fasce di alta pressione (ovvero quelle tropicali) e quelle di bassa pressione (zone equatoriali) e vengono deviati verso ovest dalla forza di Coriolis, ovvero per effetto della rotazione terrestre e della scarsa viscosità atmosferica. Lo stesso meccanismo, per compensazione, attiva venti di direzione contraria che soffiano in quota (controalisei).
Gli alisei sono stati importantissimi nella navigazione oceanica a vela, come prova il fatto che le circumnavigazioni del Globo venivano normalmente effettuate andando verso ovest. Conosciuti da lungo tempo, furono sfruttati anche da Cristoforo Colombo, per i suoi viaggi verso le Indie, che portarono alla scoperta dell'America.
Gli alisei sono importantissimi anche per la pesca, infatti quando spirano da terra (cioè sulle coste occidentali dei continenti) spingono le masse oceaniche superficiali verso ovest, le quali vengono rimpiazzate da acque profonde più ricche di nutrienti alla base della catena alimentare marina. Questo fenomeno è noto come upwelling e crea zone molto ricche di pesce; le aree dove queste correnti di upwelling (corrente delle Canarie, corrente del Benguela, corrente della California, corrente del Peru) si originano dagli alisei sono molto vaste e ampiamente utilizzate per la pesca commerciale.
Gli alisei influenzano molto i climi dei tropici, le zone (coste tropicali occidentali) dove spirano gli alisei di terra sono molto aride (es. deserto del Namib) perché contengono aria secca, viceversa nelle zone dove spirano gli alisei di mare (coste tropicali orientali) si hanno climi umidi perché sono ricchi di vapore acqueo.
Nella moderna lingua inglese sono chiamati trade winds, cioè venti del commercio, tuttavia l'origine della parola è molto diversa. Deriva dalla forma antica tread che significava sentiero, riferendosi appunto al fatto che questi venti soffiano sempre secondo una direzione ben precisa, quasi a tracciare un sentiero o percorso nel mare che era facile da seguire per le imbarcazioni a vela del tempo.